# East Siang
East Siang är ett distrikt i Indien.   Det ligger i delstaten Arunachal Pradesh, i den östra delen av landet, 1 800 km öster om huvudstaden New Delhi. Antalet invånare är 99 214.
Följande samhällen finns i East Siang:
- Pāsighāt